# Rudolf Falk
Rudolf Falk (ur. 7 stycznia 1898, zm. 6 września 1988) – szwedzki lekkoatleta.

## Kariera
Na Letnich Igrzyskach Olimpijskich 1920 wystąpił w konkursie biegu na 5000 metrów, finał którego zakończył na 11. miejscu.